# Semechnice
Semechnice település Csehországban, Rychnov nad Kněžnou-i járásban. Semechnice Opočno, Podbřezí, Trnov és Dobruška településekkel határos. Lakosainak száma 431 fő (2024. január 1.).

## Népesség
A település lakosságának változását az alábbi diagram mutatja:
| Lakosok száma | 692  | 747  | 696  | 489  | 395  | 381  | 413  | 432  | 416  | 431  |
|               | 1869 | 1900 | 1921 | 1961 | 1980 | 2011 | 2016 | 2019 | 2021 | 2024 |